# Prêmio Guarani de Cinema Brasileiro 2023
O Prêmio Guarani de Cinema Brasileiro de 2023 é a vigésima oitava edição do Prêmio Guarani, organizada pela Academia Guarani de Cinema. Os cinco finalistas das 24 categorias da avaliação passaram por uma criteriosa avaliação de críticos de cinema de todas as regiões do Brasil. Ao todo, um total de 47 filmes receberam indicações ao prêmio. Os indicados compreendem a títulos lançados comercialmente entre 1 de janeiro e 31 de dezembro de 2022 no Brasil.
O homenageado da edição foi o ator Tony Tornado.

## Vencedores e indicados
Os nomeados para a 28ª edição foram anunciados na página oficial do Papo de Cinema em 26 de dezembro de 2023.
| Melhor Filme | Melhor Direção |
| --- | --- |
| - Marte Um – André Novais Oliveira, Gabriel Martins, Maurilio Martins e Thiago Macêdo Correia - Carvão – Zita Carvalhosa, Karen Castanho e Alejandro Israel - Eduardo e Mônica – Bianca De Felippes e René Sampaio - Os Primeiros Soldados – Vitor Graize - Paloma – João Vieira Jr. e Nara Aragão | - Gabriel Martins – Marte Um - Carolina Markowicz – Carvão - Marcelo Gomes – Paloma - René Sampaio – Eduardo e Mônica - Thais Fujinaga – A Felicidade das Coisas |
| Melhor Atriz | Melhor Ator |
| - Rejane Faria – Marte Um como Tércia - Alice Braga – Eduardo e Mônica como Mônica Queiroz - Dira Paes – Pureza como Pureza Lopes Loyola - Maeve Jinkings – Carvão como Irene - Marcélia Cartaxo – A Mãe como Maria                                                                                | - Carlos Francisco – Marte Um como Wellington - Antônio Pitanga – Casa de Antiguidades como Cristovam - Johnny Massaro – Os Primeiros Soldados como Suzano Morais - Otávio Müller – O Clube dos Anjos como Daniel - Rômulo Braga – Sol como Theo |
| Melhor Atriz Coadjuvante | Melhor Ator Coadjuvante |
| - Renata Carvalho – Os Primeiros Soldados como Rose - Adriana Esteves – Medida Provisória como Isabel Garcéz - Camila Márdila – Carvão como Luciana - Grace Passô – Desterro como Letícia - Magali Biff – A Felicidade das Coisas como Antônia                                                     | - Rômulo Braga – Carvão como Jairo - Augusto Madeira – O Clube dos Anjos como João - Higor Campagnaro – Os Primeiros Soldados como Joca - Matheus Nachtergaele – Carro Rei como Zé Macaco - Seu Jorge – Medida Provisória como André Rodrigues |
| Melhor Roteiro Original | Melhor Roteiro Adaptado |
| - Marte Um – Gabriel Martins - A Felicidade das Coisas – Thais Fujinaga - Carro Rei – Sergio Oliveira, Leo Pyrata e Renata Pinheiro - Carvão – Carolina Markowicz - Os Primeiros Soldados – Rodrigo de Oliveira                                                                                    | - Paloma – Marcelo Gomes, Armando Praça e Gustavo Campos, baseado em uma notícia de jornal - Eduardo e Mônica – Claudia Souto, Jessica Candal, Matheus Souza e Michele Frantz, baseado na canção homônima de Renato Russo - Medida Provisória – Aldri Anunciação, Elisio Lopes Jr., Lázaro Ramos e Lusa Silvestre, baseado na peça Namíbia, Não!, de Aldri Anunciação - O Clube dos Anjos – Angelo Defanti, baseado no livro homônimo de Luis Fernando Veríssimo - O Livro dos Prazeres – Josefina Trotta e Marcela Lordy, baseado no romance Uma Aprendizagem ou O Livro dos Prazeres, de Clarice Lispector |
| Melhor Longa-Metragem Documentário | Melhor Curta-Metragem Documentário |
| - A Jangada de Welles – Firmino Holanda e Petrus Cariry - 5 Casas – Bruno Gularte Barreto - Filho da Mãe: Um Reencontro com Paulo Gustavo – Susana Garcia e Jú Amaral - Racionais: Das Ruas de São Paulo pro Mundo – Juliana Vicente - Transversais – Émerson Maranhão                             | - A Última Praga de Mojica – Cédric Fanti, Pedro Junqueira e Eugenio Puppo - Carta para Glauber – Gregory Baltz - Madrugada – Leonardo da Rosa e Gianluca Cozza - Mutirão: O Filme – Lincoln Péricles - Através da Cidade Invisível – Paulo Grangeiro |
| Melhor Curta-Metragem Ficção | Melhor Filme Estrangeiro |
| - Fantasma Neon – Leonardo Martinelli - Ainda Restarão Robôs nas Ruas do Interior Profundo – Guilherme Xavier Ribeiro - Big Bang – Carlos Segundo - Corpo Celeste – André Sobral e Renata Paschoal - Infantaria – Laís Santos Araújo                                                               | - Aftersun – Charlotte Wells (Inglaterra) - Verdens verste menneske – Joachim Trier (Noruega) - Argentina, 1985 – Santiago Mitre (Argentina) - Doraibu mai kā – Ryûsuke Hamaguchi (Japão) - Madres paralelas – Pedro Almodóvar (Espanha) |
| Melhor Longa-Metragem Animação | Melhor Curta-Metragem Animação |
| - Tarsilinha – Célia Catunda e Kiko Mistrorigo - Além da Lenda: O Filme – Marília Mafé e Marcos França - Tromba Trem: O Filme – Zé Brandão | - A Menina Atrás do Espelho – Iuri Moreno - Essas Coisas que Queimam Devagar – Affonso M. Cordeiro - Meu Nome É Maalum – Luísa Copetti - Nonna – Maria Augusta V. Nunes - O Destino da Senhora Adelaide – Breno Alvarenga e Luiza Garcia |
| Melhor Direção de Fotografia | Melhor Direção de Arte |
| - Marte Um – Leonardo Feliciano - A Mãe – André S. Brandão - A Viagem de Pedro – Pedro J. Marquez - Carro Rei – Fernando Lockett - Carvão – Pepe Mendes | - A Viagem de Pedro – Adrian Cooper - Carro Rei – Karen Araújo - Carvão – Marines Mencio - Eduardo e Mônica – Tiago Marques - Marte Um – Rimenna Procópio |
| Melhor Figurino | Melhor Maquiagem |
| - A Viagem de Pedro – Joana Porto, Marjorie Gueller e Patricia Doria - Carro Rei – Joana Gatis - Carvão – Gabi Pinesso - Eduardo e Mônica – Valéria Stefani - Os Primeiros Soldados – Khalil Rodor e Roger Ghil                                                                                    | - A Viagem de Pedro – Tayce Valle - Carro Rei – Sonia Penna - Carvão – Mari Figueiredo - Eduardo e Mônica – Auri Mota - Os Primeiros Soldados – Paola Giancoli e Royce Luckessi |
| Melhor Montagem | Melhor Efeito Visual |
| - Marte Um – Gabriel Martins e Thiago Ricarte - A Jangada de Welles – Firmino Holanda e Petrus Cariry - Carvão – Lautaro Colace - Eduardo e Mônica – Lucas Gonzaga - Os Primeiros Soldados – Rodrigo de Oliveira                                                                                   | - Carro Rei – Pedro Figueira, Antonio Baines, André Martinz e Hugo Lima - A Viagem de Pedro – Eduardo Schaal, Guilherme Ramalho e Hugo Gurgel - Alemão 2 – Sergio Farjalla Jr. - Marte Um – Gabriel Martins e Lurival Jones - Pluft, o Fantasminha – Sandro Di Segni |
| Melhor Som | Melhor Trilha Sonora |
| - Marte Um – Tiago Bello e Marcos Lopes - A Viagem de Pedro – Jorge Rezende, Miguel Moraes Cabral, Miriam Biderman e Ricardo Reis - Alemão 2 – Gabriela Bervian, Matheus Miguens e Ricardo Cutz - Carro Rei – Guile Martins - Carvão – Diego Martinez e Filipe Derado                              | - Marte Um – Daniel Simitan - Carro Rei – DJ Dolores - Carvão – Filipe Derado e Alejandro Kauderer - Eduardo e Mônica – Lucas Marcier, Fabiano Krieger e Pedro Guedes - Paloma – O Grivo |
| Melhor Revelação Feminina | Melhor Revelação Masculina |
| - Kika Sena – Paloma como Paloma Lima - Aline Marta Maia – Carvão como Juracy - Camila Damião – Marte Um como Eunice - Jules Elting – Carro Rei como Mercedes - Patrícia Saravy – A Felicidade das Coisas como Paula                                                                               | - Cícero Lucas – Marte Um como Deivinho - Alex Bonini – Os Primeiros Soldados como Muriel Morais - Jean de Almeida Costa – Carvão como Jean - Tokinho – Marte Um como Tokinho - Yuri Marçal – Vale Night como Linguinha |
| Melhor Elenco | |
| - Marte Um – Gabriel Martins - Carro Rei – Marcelo Caetano e Raissa Gregori - Carvão – Bruno Alfano, Patricia Faria e Silvia Lourenço - O Clube dos Anjos – Alice Wolfenson e Helena Albergaria - Os Primeiros Soldados – Rodrigo de Oliveira                                                      | |